# کیت واینی
کیت واینی (انگلیسی: Keith Viney؛ زادهٔ ۲۶ اکتبر ۱۹۵۷) بازیکن فوتبال اهل بریتانیا است.
از باشگاه‌هایی که در آن بازی کرده‌است می‌توان به باشگاه فوتبال بریستول راورز، باشگاه فوتبال تورکی یونایتد، باشگاه فوتبال پورتسموث، و باشگاه فوتبال اکستر سیتی اشاره کرد.